# Parallélogramme de Watt
Pour les articles homonymes, voir Parallélogramme (homonymie).

Animation du parallélogramme de Watt

Le parallélogramme de Watt est un pantographe imaginé en 1784 par l'Écossais James Watt qui convertit un mouvement circulaire en mouvement approximativement rectiligne. Watt l'utilisa dans sa machine à double effet.

## Histoire
Dans les premières machines à vapeur construites par Newcomen et Watt, dotées d'un balancier, un piston tirait l'extrémité du balancier vers le bas lors de la condensation par l'intermédiaire d'un entraînement à chaîne, le poids de la pompe tirant l'autre extrémité du balancier vers le bas pendant la phase d'expansion par l'intermédiaire d'une seconde chaîne : ce mouvement alternatif produisait l'oscillation du balancier. Dans la nouvelle machine à double effet de Watt, le piston devenait moteur à la fois dans les phases de compression et de détente, de sorte qu'il n'était plus possible de recourir à une chaîne pour entraîner le balancier. Watt imagina le parallélogramme pour transmettre la poussée dans les deux directions (haut et bas) tout en maintenant la tige du piston quasi-verticale. Il l'appela parallel motion parce que la pompe et le piston devaient se translater verticalement, parallèlement l'un à l'autre.
Le piston utilisé à cette époque était une simple planche épaisse, et la qualité de l'usinage du cylindre n'était pas excellente. L'étanchéité était assurée par un joint en corde mouillée autour du piston. Il était donc fondamental d'assurer la verticalité du mouvement par un dispositif spécifique de guidage de la tige de piston, ne pouvant se reposer simplement sur le glissement du piston dans le cylindre, comme dans les moteurs actuels. 

## Fonctionnement

Schéma du parallélogramme de Watt

Voyez le diagramme à droite. A est la rotule (le pivot) du balancier KAC, qui oscille verticalement autour de A. H est le piston, qui ne peut se mouvoir que verticalement, et surtout n'avoir aucun mouvement latéral. Le cœur du dispositif est le système articulé comprenant les quatre barres AB, BE, EG et AC (la tige de transmission), dont les deux extrémités sont assujetties au bâti de la machine. Lorsque le balancier oscille, le point F (qu'on a représenté ici pour expliquer le mouvement, mais qui n'est pas spécialement visible sur le mécanisme réel) décrit une trajectoire affectant la forme d'un « 8 » allongé. Comme le débattement du balancier est limité à une faible ouverture angulaire, F ne décrit qu'une portion d'arc au centre de ce « huit », très proche d'un segment rectiligne vertical.
Il aurait été possible de placer la tige BE à l'extrémité du balancier, et de connecter F directement à la tige du piston, utilisant simplement les tiges AB, BE et EG, comme sur le second schéma. C'est ce système qui est décrit dans le brevet de 1784, et il est encore utilisé aujourd'hui dans certaines suspensions automobiles. Mais dans le cas de la machine à vapeur, cela accroissait l'encombrement du mécanisme, G étant alors très éloigné de l'extrémité du balancier. Pour éviter cela, Watt compléta la transmission par le parallélogramme BCDE qui forme un pantographe, de sorte que la trajectoire de D est homothétique, (c'est-à-dire est une version agrandie) de la trajectoire presque linéaire de F. Le point d'attache D de la tige du piston DH suit donc également un mouvement pratiquement rectiligne. Le mécanisme fut installé sous cette forme dès 1785 (machine des "Albion Mills").

Trajectoire du point F

Comme on l'a dit, la trajectoire du point F n'est pas exactement rectiligne, mais elle est très proche d'un segment de droite. Le mécanisme original de Watt présentait, sur la course de la tige, un écart de 1/4000e à une droite. Au XIXe siècle, les mathématiciens s'acharnèrent à inventer des conversions parfaites entre mouvement circulaire et rectiligne, dont la première version plane fut l'inverseur de Peaucellier en 1864.

Suspension de train utilisant le principe du parallélogramme de Watt.